# روزستش (ناحیه ییهلاوا)
روزستش (به چکی: Rozseč) یک منطقهٔ مسکونی در جمهوری چک است که در ناحیه ییهلاوا واقع شده‌است. روزستش ۸٫۲۷ کیلومتر مربع مساحت و ۱۹۸ نفر جمعیت دارد و ۵۹۶ متر بالاتر از سطح دریا واقع شده‌است.